# Чешская пиратская партия

Флаг партии

Чешская пиратская партия (чеш. Česká pirátská strana, Piráti) — чешская политическая партия. Партия концентрируется на вопросах копирайта и Интернета в целом, а также проблеме эрозии гражданских свобод.

## Характеристика и программа партии
Декларируемая цель партии — содействие уважению «основных свобод человека по распоряжению полученной информацией и строгой защиты приватности граждан как отражение изменившейся реальности информационного общества 21 века».
На основании этой цели была сформулирована следующая программа:
- Обеспечить защиту основных гражданских прав и свобод в мире, в котором существует Интернет
- Реформировать Акт о копирайте
- Реформировать публичную администрацию
- Децентрализировать государство и содействовать прямой демократии

27 мая 2009 года в министерство внутренних дел Чехии была подана заявка о регистрации партии, 17 июля министр внутренних дел зарегистрировал партию указом MV-39553-7/VS-2009.
Помимо этого, партийная программа фокусируется на подотчётности, прозрачности и дебюрократизации государственных органов, участии народа в принятии решений посредством механизмов прямой демократии, децентрализации, борьбе с коррупцией, уклонением от уплаты налогов и офшорами, защите окружающей среды, поддержке малого предпринимательства и регионального развития. Позиции партии определяют как центристские либо левоцентристские и «либеральные» (в противоположность «консервативным») в контексте чешской политики.

## История

### Основание партии

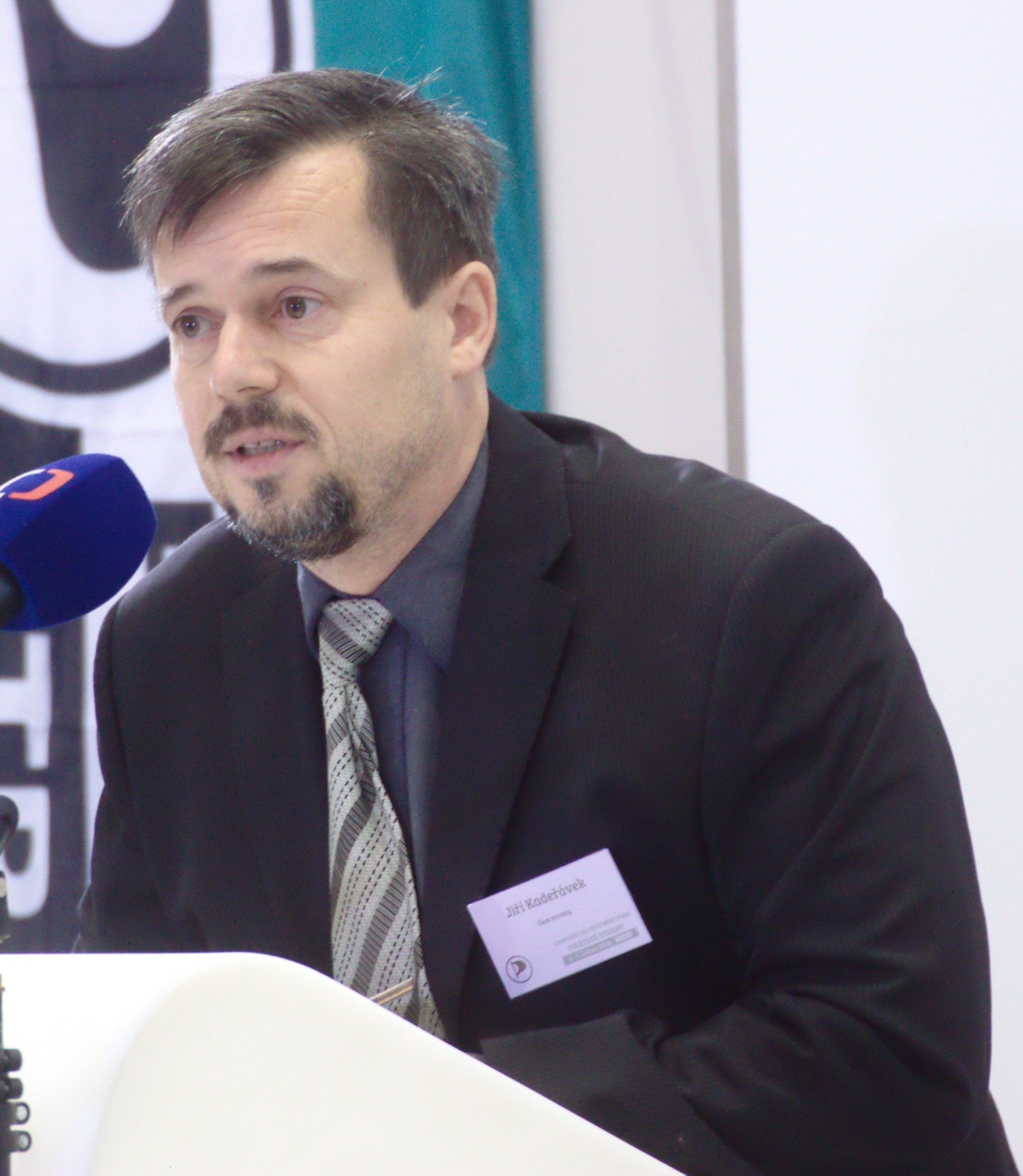
Основатель партии Йиржи Кадержавек

Призыв к созданию пиратской партии был опубликован программистом Йиржи Кадержавеком 19 апреля 2009 года на портале AbcLunix. Вскоре был сформирован подготовительный комитет и была создана онлайн-петиция. 27 мая 2009 года в Министерство внутренних дел Чехии был подан проект регистрации новой партии под аббревиатурой ČPS. 17 июня 2009 года партия была зарегистрирована. 28 июня 2009 года в городе Пругонице у Праги прошёл учредительный форум партии, на котором был избран президиум партии и определены основные темы предвыборной программы партии. Председателем партии стал Камил Горкы, первым заместителем председателя партии стал её основатель Йиржи Кадержавек. В конце 2009 года в городе Альбрехтице над Орлици состоялся первый общегосударственный форум (CF - Celostátní Fórum) Чешской пиратской партии, на котором был избран новый председатель и созданы Республиканский комитет и комиссии. Новым председателем стал Иван Бартош.
На третьем заседании общегосударственного форума в июне 2011 года была аббревиатура ČPS была заменена на Piráti (Пираты). На заседании общегосударственного форума в октябре 2012 года был утвержден логотип партии.

### Политический активизм в 2010—2012 годах
В 2010 году на волне успеха проекта WikiLeaks пиратская партия запустила свой проект PirateLeaks, который планировал публиковать секретные материалы из чешских министерств и государственных органов. На парламентских выборах в 2010 году пиратская партия получила 42 323 голоса (0,8 %), не прошла 5%-й барьер и не получила государственного финансирования.

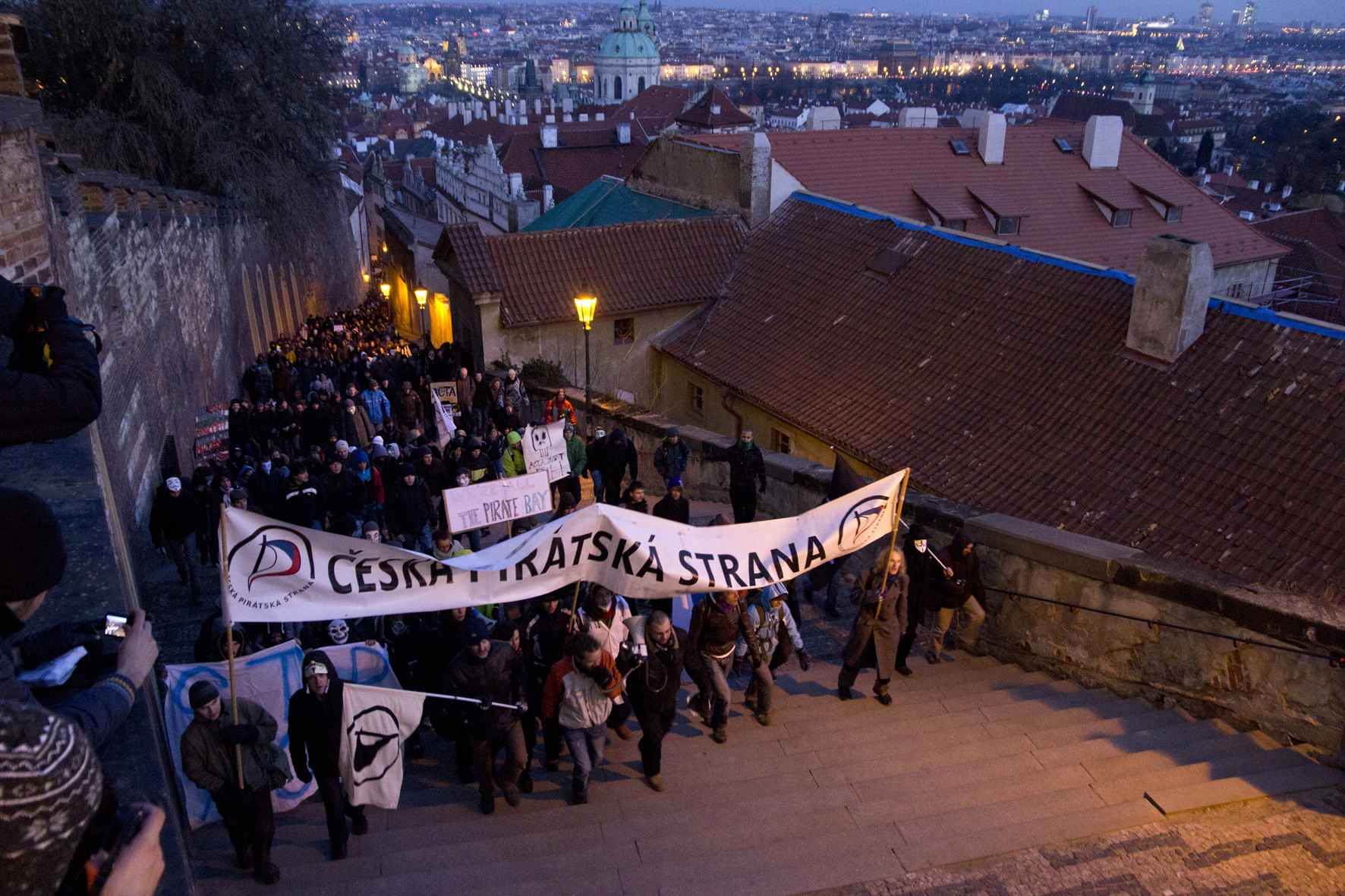
Протесты против подписания ACTA

Большим успехом для пиратской партии стали организация и участие в протестах против Торгового соглашения по борьбе с контрафакцией (АСТА), которые проходили в феврале 2012 года в Праге и собрали тысячи людей. Также был организован сбор подписей под петицией с требованием отказаться от подписания АСТА. В апреле 2012 года Чешская пиратская партия провела в Праге конференцию Пиратского Интернационала, на которой присутствовали представители пиратских партий из 27 стран мира. Среди них была депутат европейского парламента Амелия Андерсдоттер, писатель Кори Доктороу и основатель Пиратской партии Швеции Рикард Фальквинге. На конференции представители договорились о координации на выборах в Европейский парламент в 2014 году и создании Европейской пиратской партии.
В 2012 году пиратская партия представила свой проект конституционного закона о свободном интернете, выступила против поправок к закону о свободном доступе к информации, а также протестовала против проекта по наблюдению за людьми.

### Первые успехи с 2012 года
Во время выборов в Сенат в 2012 году пиратская партия выдвинула трёх кандидатов, один из них, выдвинутый совместно с Партией зелёных и KDU-ČSL, был избран в 26-м избирательном округе (Прага 2). Чешская пиратская партия стала парламентской партией и стала первой среди членов Пиратского Интернационала партией, которая получила своего представителя в национальном собрании. На региональных выборах 2012 года пиратская партия получила 57 805 (2,19 %) голосов, самый лучший результат был достигнут в Среднечешском крае — 10 617 голосов (3,03 %). После этих выборов датская компания LEGO обратилась в пражский городской суд в связи с использованием в агитационных и рекламных роликах пиратской партии игрушечных фигурок компании.
На парламентских выборах в 2013 году пиратская партия получила 132 417 голосов (2,66 %), не преодолев 5%-й барьер.

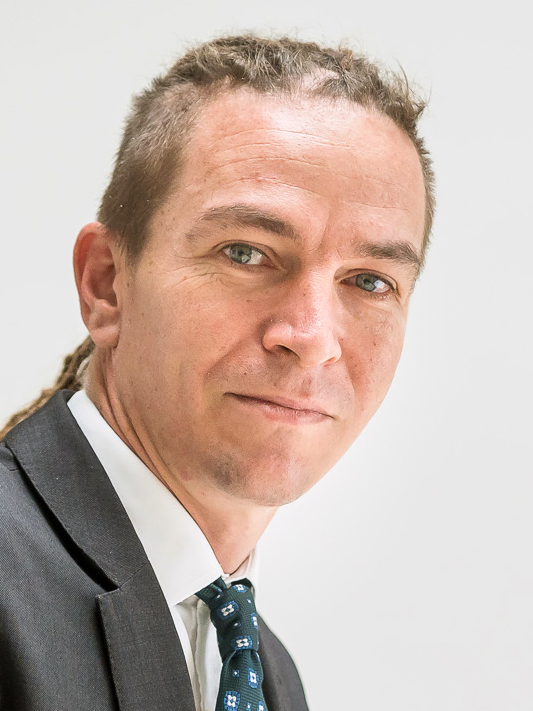
Председатель партии (2009-2014, 2016-2024) Иван Бартош

На выборах в Европейский парламент в 2014 году пиратская партия получила 72 514 голосов (4,78 %) и не преодолела 5%-й барьер для получения мест. После этого Чешская пиратская партия и Партия зелёных обратились в Конституционный суд Чехии из-за «необоснованности» процентного ценза на выборах в Европейских парламент. По итогам муниципальных выборов 2014 года Чешская пиратская партия получила 1 101 081[уточнить] голос (5,31 %) и 4 места в городском совете Праги. На тех же выборах в городе Марианске-Лазне партия получила 14 862 голоса (21,01 %), 10 мест в городском совете и пост старосты города. В общей сложности на муниципальных выборах 2014 года пиратская партия получила 34 места в городских советах.
В 2016 году Иван Бартош вновь стал председателем пиратской партии, после своей отставки в 2014 году на фоне неуспеха партии на выборах в Европейский парламент. На региональных выборах 2016 года пиратская партия получила 44 070 голосов (1,74 %), самый лучший результат был достигнут в Карловарском крае — 3 835 голосов (5,46 %). Всего партия получила 5 мест в региональных советах.

### Парламентские выборы 2017 года
На парламентских выборах в 2017 году пиратская партия получила 546 393 голоса (10,79 %) и получила 22 места в нижней палате парламента Чехии, став третьей по численности фракцией. Лидер партии Иван Бартош стал председателем парламентского комитета по государственному управлению и региональному развитию, а депутат Войтех Пикал стал одним из пяти вице-председателей Палаты депутатов.
Символом агитационной кампании пиратской партии на парламентских выборах 2017 года стал «тюремный автобус», который вместе с кандидатами партии объехал все крупные и средние чешские города и на котором были изображены чешские политики и связанные с ними политические скандалы, в том числе Андрей Бабиш и скандал вокруг фермы Гнездо Аиста, бывший гетман, депутат и министр здравоохранения Давид Рат, премьер-министр Богуслав Соботка, бывший министр финансов Мирослав Калоусек и другие.

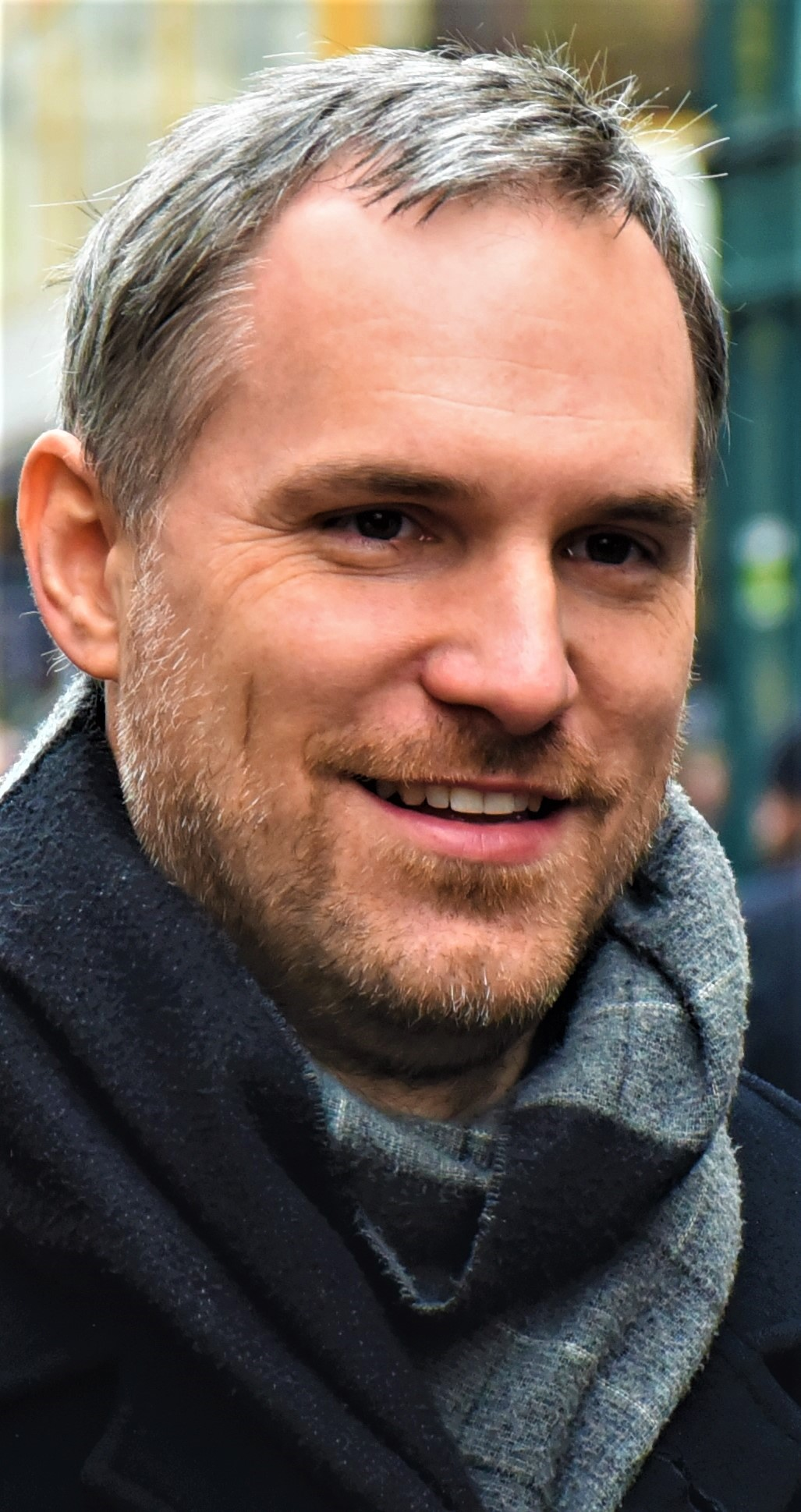
Приматор Праги Зденек Гржиб

Пиратская партия отказалась войти в коалиционное правительство Андрея Бабиша и ушла в оппозицию. Во втором туре президентских выборов в 2018 году пиратская партия поддержала Йиржи Драгоша.

### Муниципальные выборы 2018 года
На выборах в Сенат в 2018 году от партии был избран один сенатор в 23-м избирательном округе (Прага 8). По итогам муниципальных выборов 2018 года пиратская партия получила 358 мест в муниципальных представительствах по всей стране. В городе Марианске-Лазне партия получила 15 677 голосов (22,49 %) и продолжила управлять городом. В городах Брно и Острава пираты вошли в коалицию и также стали управлять этими городами. Наибольший успех был достигнут в Праге, где партия получила 4 326 041 голос (17,07 %) и 13 мест в городском собрании. После переговоров с объединением Praha sobě и коалицией Объединенные силы для Праги (чеш. Spojené síly pro Prahu - TOP 09, STAN, KDU-ČSL, LES и SNK Европейские демократы) было подписано коалиционное соглашение, а член пиратской партии Зденек Гржиб стал приматором Праги.

### Выборы в Европейский Парламент в 2019 году
На выборах в Европейский парламент в 2019 году пиратская партия получила 330 844 голоса (13,95 %) и 3 депутатских места. Избранные пиратские депутаты Европейского парламента вступили во фракцию Зелёные — Европейский свободный альянс, а депутат Марцел Колайа стал одним из четырнадцати заместителей председателя Европейского парламента.

### Региональные выборы 2020 года
На выборах в Сенат в 2020 году пиратская партия выдвинула пятнадцать кандидатов, однако лишь двоим удалось выиграть. Новоизбранные сенаторы от пиратской партии вошли в Сенаторский клуб «Сенатор 21», который после этого стал называться «Сенаторский клуб SEN 21 и Piráti». На региональных выборах 2020 года пиратская партия получила 333 153 голоса (12,02 %), самый лучший результат был достигнут в Оломоуцком крае — 36 549 голосов (19,51 %), где партия шла в предвыборной коалиции с движением STAN. Партия получила в региональных советах 99 из 675 мест. В девяти из тринадцати краёв партия заключила правящие коалиции с другими партиями: в Среднечешском, Пльзенском, Карловарском, Либерецком, Краловоградецком, Южно-Моравском, Оломоуцком, Злинском краях и Высочине.

### Парламентские выборы 2021 года
Ассоциация «Миллион мгновений» призвала оппозиционные демократические партии к объединению и формированию избирательных коалиций на выборах, в том числе и на  парламентских выборах в 2021 году. В октябре 2020 года партия STAN заявила о своей заинтересованности в формировании предвыборной коалиции с пиратской партией. В ноябре, после партийного голосования, пиратская партия начала переговоры с партией STAN о предвыборной коалиции. В декабре было объявлено, что лидером коалиции Piráti + STAN будет председатель пиратской партии Иван Бартош. В январе 2021 года пиратская партия после партийного голосования согласились с созданием коалиции, которая получила название Piráti a Starostové.
За полгода до выборов опросы с уверенностью говорили о победе коалиции «Пиратов и Старост», с конца весны опросы начали присуждать победу движению ANO 2011. Однако в итоге на выборах выиграла правоцентристская коалиция «Вместе» (ODS, TOP 09 и KDU-ČSL), движение ANO 2011 оказалось на втором месте, а коалиция «Пиратов и Старост» получила 839 776 (15,62 %) голосов. Коалиция получила 37 мандатов, однако, из-за преференциального голосования пиратская партия получила всего 4 мандата. 

### Вхождение партии в правительство Петра Фиалы (2021–2024)
Несмотря на катастрофический результат выборов, партия поддержала вхождение в правительство Петра Фиалы и получила три министерских поста.
На партийном съезде, который проходил 8 января 2022 года, председателем партии вновь стал Иван Бартош, несмотря на критику от однопартийцев после выборов.

### Поражение на региональных выборах и отставка Ивана Бартоша (2024)
20 и 21 сентября 2024 года, в Чехии состоялись региональные выборы и выборы в Сенат. На них партия потерпела сокрушительное поражение, набрав всего три мандата в регионах. После поражения, председатель партии Иван Бартош объявил об отставке с поста главы партии. 
Также, Бартош объявил о выходе партии из правительства Петра Фиалы и уходе с постов вице-премьера и министра регионального развития Чехии. 
9 ноября 2024 года, состоялся внеочередной съезд, где должны были выбрать нового председателя партии. Им стал бывший приматор Праги Зденек Гржиб. 

## Результаты на выборах

### Выборы вПалату депутатов Парламента Чешской Республики

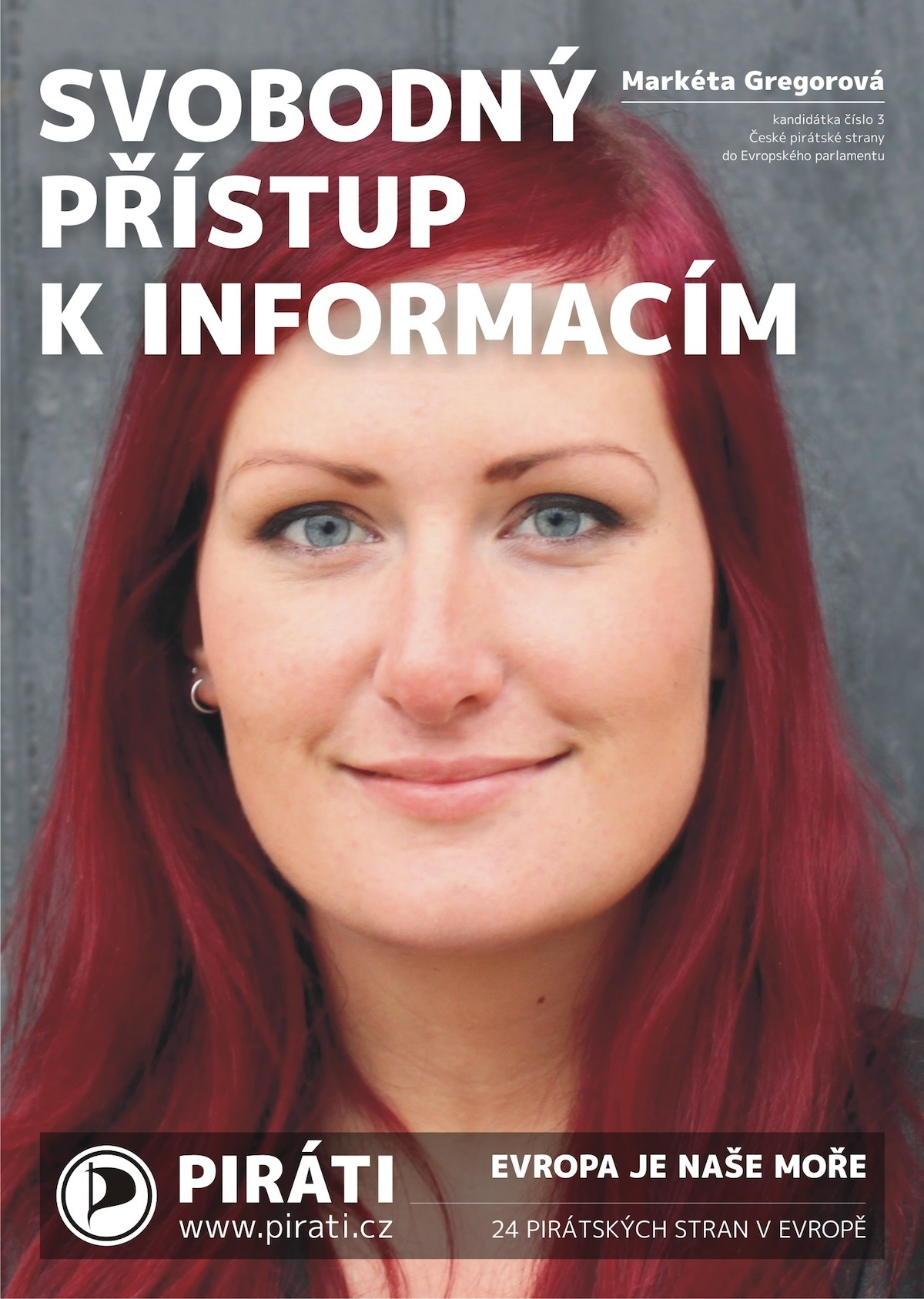
Агитационный плакат Маркеты Грегоровой, кандидатки от Чешской пиратской партии

| Год  | Голоса  | Голоса | Изменения         | Изменения         | Мандаты            | +/-     | Правительство | Примечания |
| Год  | Голоса  | %      | Голоса            | %                 | Мандаты            | +/-     | Правительство | Примечания |
| ---- | ------- | ------ | ----------------- | ----------------- | ------------------ | ------- | ------------- | --- |
| 2010 | 42 323  | 0,80   | Впервые           | Впервые           | 0 из 200           | Впервые | —             | Не прошли в парламент |
| 2013 | 132 417 | 2,66   | ▲ 90 094          | ▲ 1,86            | 0 из 200           | ▬       | —             | Не прошли в парламент |
| 2017 | 546 393 | 10,79  | ▲ 456 299         | ▲ 8,13            | 22 из 200          | ▲ 22    | Нет           | Оппозиция |
| 2021 | 839 776 | 15,62  | В коалиции с STAN | В коалиции с STAN | 37 из 200 4 из 200 | ▼ 18    | Да            | Принимали участие в выборах в коалиции с STAN Благодаря преференциальному голосованию, получили всего 4 мандата из 37 Коалиционное правительство с ODS, STAN, KDU-ČSL и TOP 09 |

### Выборы вСенат Чехии
| Год  | Первый тур | Первый тур | Второй тур | Второй тур | Мандаты | Мест в Сенате | +/- |
| Год  | Голоса     | %          | Голоса     | %          | Мандаты | Мест в Сенате | +/- |
| ---- | ---------- | ---------- | ---------- | ---------- | ------- | ------------- | --- |
| 2010 | 1 131      | 2,77       |            |            | 0 из 27 | 0 из 81       | ▬   |
| 2011 | 205        | 0,75       |            |            | 0 из 27 | 0 из 81       | ▬   |
| 2012 | 7 947      | 0,89       | 11 807     | -          | 1 из 27 | 1 из 81       | ▲ 1 |
| 2014 | 359        | 1,56       |            |            | 0 из 27 | 1 из 81       | ▬   |
| 2014 | 5 454      | 0,53       |            |            | 0 из 27 | 1 из 81       | ▬   |
| 2016 | 12 901     | 1,47       |            |            | 0 из 27 | 0 из 81       | ▼ 1 |
| 2018 | 63 132     | 5,79       | 10 318     | 2,47       | 1 из 27 | 1 из 81       | ▲ 1 |
| 2020 | 62 583     | 6,31       | 13 031     | 2,89       | 1 из 27 | 2 из 81       | ▲ 1 |
| 2022 | 28 302     | 2,55       |            |            | 0 из 27 | 2 из 81       | ▬   |

### Выборы вЕвропейский парламент
| Год  | Голоса  | Голоса | Изменения | Изменения | Мандаты | +/-     |
| Год  | Голоса  | %      | Голоса    | %         | Мандаты | +/-     |
| ---- | ------- | ------ | --------- | --------- | ------- | ------- |
| 2014 | 72 514  | 4,78   | Впервые   | Впервые   | 0 из 21 | Впервые |
| 2019 | 330 844 | 13,95  | ▲ 258 330 | ▲ 9,17    | 3 из 21 | ▲ 3     |
| 2024 | 184 091 | 6,20   | ▼ 146 753 | ▼ 7,75    | 1 из 21 | ▼ 2     |